# Yaya Touré
Gnégnéri Yaya Touré (Sokoura Bouaké, Costa de Marfil, 13 de mayo de 1983), más conocido como Yaya Touré, es un exfutbolista marfileño. Jugaba de centrocampista. Fue internacional con la selección de Costa de Marfil. Es hermano del exfutbolista Kolo Touré y de Ibrahim Touré, este último fallecido en 2014.
Actualmente se encuentra como entrenador asistente del Standard de Lieja de la Jupiler Pro League

## Trayectoria

### De África a Europa
Touré debutó profesionalmente en el 2001 jugando en el ASEC Mimosas, un club marfileño. Sólo necesitó una temporada para destacar siendo fichado por un equipo belga del KSK Beveren. En Bélgica siguió hasta el año 2003, en el cual decidió irse al Metalurg Donetsk de la liga ucraniana. Tras el periplo en el este europeo, en 2005 fichó por el Olympiacos F.C. griego. Su buena temporada le hizo atraer el interés de grandes clubes de Europa. Sin embargo, quien le ficha finalmente es el AS Mónaco del campeonato francés donde no ganó ningún título.

### AS Mónaco
Sus inicios en el equipo monegasco no fueron nada positivos. El preparador László Bölöni no contó con él inicialmente, y Touré pasó numerosos partidos en el banquillo. Por suerte para él, la cosa cambió radicalmente cuando László Bölöni dejó su cargo y fue sustituido por Laurent Banide. Touré se convirtió así en pieza clave del resurgir del equipo logrando 5 goles y ofreciendo mucha velocidad al equipo jugando de centrocampista ofensivo.

### F. C. Barcelona

Touré Yaya vistiendo la camiseta del Barcelona.

Su buen rendimiento llamó la atención del F. C. Barcelona, que lo fichó por 9 millones de euros, siendo así el primer jugador marfileño de la historia del conjunto azulgrana. El 26 de junio de 2007 fue presentado como nuevo fichaje del F. C. Barcelona, donde finalmente se hizo un hueco en el equipo.
En el Barça desarrolló un rol más defensivo que en sus anteriores clubes, jugando de centrocampista defensivo, por delante de los centrales. Su adaptación a este puesto fue muy rápida, haciendo uso de su potencia física y su colocación, aunque sin olvidar su más que correcto toque de balón.
El 9 de abril de 2008 marcó el gol que sentenció la eliminatoria de cuartos de final de la Champions League contra el Schalke 04 alemán, permitiendo al Barça pasar a las semifinales disputadas frente al Manchester United, equipo que eliminó al Barcelona de la Champions League 2007-2008.
A pesar de que el Barcelona no ganó ningún título esa temporada, Touré fue uno de los jugadores más destacados del conjunto azulgrana. Además, renunció a operarse de una hernia discal para ayudar al equipo jugando infiltrado.
La temporada siguiente, Pep Guardiola tomó las riendas del equipo. Toure no empezó como titular indiscutible y eso generó rumores de posibles salidas a equipos como Juventus o Manchester City en el mercado invernal. Sin embargo, el marfileño volvió a hacerse sitio en el once y se convirtió en pieza clave para que el equipo español firmara una primera vuelta histórica, consiguiendo 50 puntos.
El 13 de mayo de 2009, el día que cumplía 26 años, se proclamó campeón de la Copa del Rey con el Barcelona, partido que el club blaugrana venció por 1-4 enfrentándose al Athletic Club, y anotando el gol que colocaba las tablas en el marcador (1-1), tras culminar de un potente derechazo (Yayazo) desde fuera del área al poste izquierdo una jugada en la que partió de su propio campo y dribló a tres contrarios, consiguiendo el que sería el vigesimoquinto título para el club. A pesar de desenvolverse habitualmente como mediocentro de contención, Touré se desempeñó en este partido como defensa central, debido a las bajas que presentaba su equipo.
El 16 de mayo de 2009, ganó su primera liga española, al perder el Real Madrid por 3-2 frente al Villarreal C. F. y así ganar matemáticamente el F. C. Barcelona su decimonovena Liga.
Esa misma temporada, el 27 de mayo de 2009 formaría parte del once titular del Barcelona que disputó la final de la Champions League contra el Manchester United en el Estadio Olímpico de Roma. De nuevo debido a las bajas en defensa, Yaya volvió a jugar como defensa central, desenvolviéndose eficazmente. El F. C. Barcelona venció por dos goles a cero, consiguiendo el jugador marfileño su única Champions League y la tercera para el club catalán.
El 26 de junio de 2009 se anunció su renovación por el club azulgrana, aumentando su sueldo y sumando un año más a su compromiso con la entidad de Barcelona. Durante la temporada 2009-10, el Barça completó un "sextete" y revalidó el título de Liga. En esa misma temporada pierde el puesto de titular en el once siendo ocupado por el canterano barcelonista Sergio Busquets.

### Manchester City
El 2 de julio de 2010, el Manchester City anunció que había llegado a un acuerdo con Touré para las siguientes cinco campañas, a la espera de que el jugador y su representante cerrasen su salida del Barcelona. El acuerdo se cerró en 30 millones de euros, más 0'5 adicionales si el conjunto de Mánchester consigue la clasificación para la Champions League, de los cuales 24 fueron para el Barcelona y 6 para el representante del jugador.
Durante la FA Cup 2010-11, Yaya Touré pasa a ser el "héroe de Wembley" para el Manchester City al anotar en el 1-0 frente al Manchester United en semifinales y frente al Stoke City, partido que terminó con igual marcador, en la final. Gracias a esto, el club de la ciudad de Mánchester consiguió quebrar una sequía de 35 años sin títulos.

### Olympiacos
El 2 de septiembre de 2018, el Olympiacos hizo oficial su vuelta al club heleno 12 años después. En diciembre de 2018, abandonó el club griego tan solo tres meses después de su llegada.

### Qingdao Huanghai
A pesar de que el 10 de mayo de 2019, tras cinco meses sin equipo, anunció su retirada como futbolista profesional, en julio de 2019 fichó por el Qingdao Huanghai de la Primera Liga China.

## Clubes
| Club             | País       | Año       |
| ---------------- | ---------- | --------- |
| Beveren          | Bélgica    | 2003-2004 |
| Metalurh Donetsk | Ucrania    | 2004-2005 |
| Olympiacos       | Grecia     | 2005-2006 |
| Mónaco           | Francia    | 2006-2007 |
| Barcelona        | España     | 2007-2010 |
| Manchester City  | Inglaterra | 2010-2018 |
| Olympiacos       | Grecia     | 2018      |
| Qingdao Huanghai | China      | 2019-2020 |

## Selección nacional

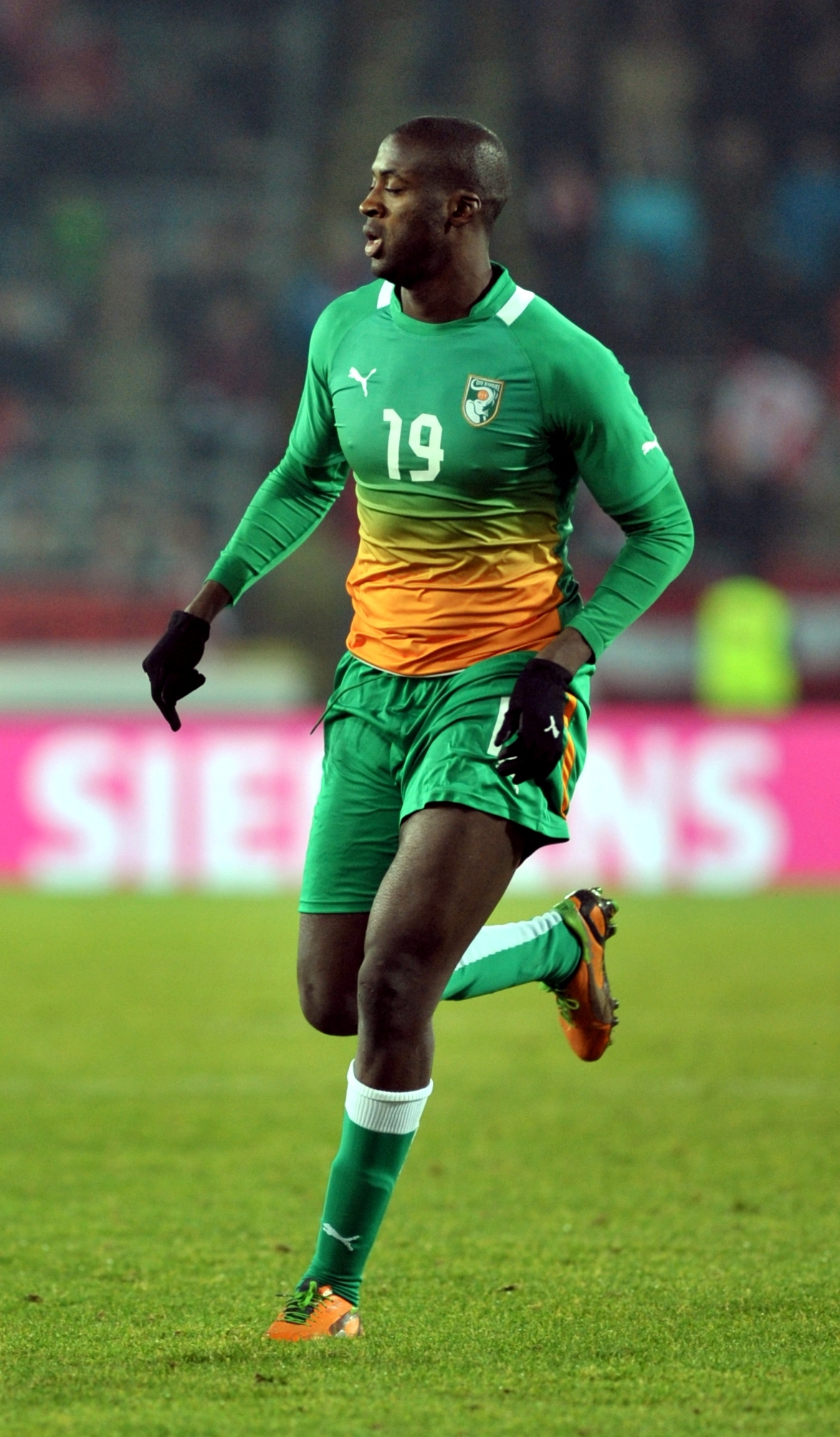
Yaya Toure con la selección marfileña en 2012.

Ha sido internacional con la selección de fútbol de Costa de Marfil. Ha jugado 102 partidos internacionales y ha anotado 19 goles, además de haber sido parte de la representación marfileña en los mundiales de 2006, 2010 y 2014.
El 1 de junio de 2014, luego de haber sido incluido en la lista preliminar en mayo, Touré fue ratificado en la nómina definitiva de 23 jugadores que representaron a su país en la Copa Mundial de Fútbol de 2014, haciendo de esta la tercera ocasión en la que disputó el torneo.

### Participaciones en Copas del Mundo
| Mundial                  | Sede                     | Resultado                | Partidos | Goles |
| ------------------------ | ------------------------ | ------------------------ | -------- | ----- |
| Copa Mundial de 2006     | Alemania                 | Primera fase             | 3        | 0     |
| Copa Mundial de 2010     | Sudáfrica                | Primera fase             | 3        | 1     |
| Copa Mundial de 2014     | Brasil                   | Primera fase             | 3        | 0     |
| Total en Copas del Mundo | Total en Copas del Mundo | Total en Copas del Mundo | 9        | 1     |

### Participaciones en Eliminatorias Mundiales
| Eliminatorias          | Resultado              | PJ | Goles |
| ---------------------- | ---------------------- | -- | ----- |
| Eliminatoria 2006      | Clasificado            | 2  | 0     |
| Eliminatoria 2010      | Clasificado            | 7  | 2     |
| Eliminatoria 2014      | Clasificado            | 4  | 4     |
| Total en Eliminatorias | Total en Eliminatorias | 13 | 6     |

### Participaciones en Copa Africana de Naciones
| Copa                               | Sede                               | Resultado                          | Partidos | Goles |
| ---------------------------------- | ---------------------------------- | ---------------------------------- | -------- | ----- |
| Copa Africana de Naciones 2006     | Egipto                             | Subcampeón                         | 6        | 1     |
| Copa Africana de Naciones 2008     | Ghana                              | Cuarto puesto                      | 6        | 1     |
| Copa Africana de Naciones 2010     | Angola                             | Cuartos de final                   | 3        | 0     |
| Copa Africana de Naciones 2012     | Gabón y Guinea Ecuatorial          | Subcampeón                         | 6        | 1     |
| Copa Africana de Naciones 2013     | Sudáfrica                          | Cuartos de final                   | 4        | 2     |
| Copa Africana de Naciones 2015     | Guinea Ecuatorial                  | Campeón                            | 6        | 1     |
| Total en Copa Africana de Naciones | Total en Copa Africana de Naciones | Total en Copa Africana de Naciones | 31       | 6     |

## Estadísticas

### Clubes
| K. S. K. Beveren · Bélgica | 1.ª           | 2001-02       | 28  | 0  | —  | —  | —  | —  | 28  | 0   |
| K. S. K. Beveren · Bélgica | 1.ª           | 2002-03       | 30  | 3  | —  | —  | —  | —  | 30  | 3   |
| K. S. K. Beveren · Bélgica | 1.ª           | 2003-04       | 12  | 0  | —  | —  | —  | —  | 12  | 0   |
| K. S. K. Beveren · Bélgica | Total club    | Total club    | 70  | 3  | 0  | 0  | 0  | 0  | 70  | 3   |
| F. K. Metalurg Donetsk · Ucrania | 1.ª           | 2003-04       | 11  | 1  | —  | —  | —  | —  | 11  | 1   |
| F. K. Metalurg Donetsk · Ucrania | 1.ª           | 2004-05       | 22  | 2  | 2  | 1  | 4  | 1  | 28  | 4   |
| F. K. Metalurg Donetsk · Ucrania | Total club    | Total club    | 33  | 3  | 2  | 1  | 4  | 1  | 39  | 5   |
| Olympiacos F. C. · Grecia | 1.ª           | 2005-06       | 26  | 3  | —  | —  | 6  | 0  | 32  | 3   |
| Olympiacos F. C. · Grecia | Total club    | Total club    | 26  | 3  | 0  | 0  | 6  | 0  | 32  | 3   |
| A. S. Mónaco F. C. Francia | 1.ª           | 2006-07       | 27  | 5  | 1  | 0  | —  | —  | 28  | 5   |
| A. S. Mónaco F. C. Francia | Total club    | Total club    | 27  | 5  | 1  | 0  | 0  | 0  | 28  | 5   |
| F. C. Barcelona · España | 1.ª           | 2007-08       | 26  | 1  | 3  | 0  | 9  | 1  | 38  | 2   |
| F. C. Barcelona · España | 1.ª           | 2008-09       | 25  | 2  | 6  | 1  | 12 | 0  | 43  | 3   |
| F. C. Barcelona · España | 1.ª           | 2009-10       | 23  | 1  | 6  | 0  | 8  | 0  | 37  | 1   |
| F. C. Barcelona · España | Total club    | Total club    | 74  | 4  | 15 | 1  | 29 | 1  | 118 | 6   |
| Manchester City F. C. Inglaterra | 1.ª           | 2010-11       | 35  | 6  | 7  | 3  | 8  | 1  | 50  | 10  |
| Manchester City F. C. Inglaterra | 1.ª           | 2011-12       | 32  | 6  | 1  | 0  | 9  | 3  | 42  | 9   |
| Manchester City F. C. Inglaterra | 1.ª           | 2012-13       | 32  | 6  | 5  | 2  | 5  | 1  | 42  | 9   |
| Manchester City F. C. Inglaterra | 1.ª           | 2013-14       | 35  | 20 | 7  | 3  | 7  | 1  | 49  | 24  |
| Manchester City F. C. Inglaterra | 1.ª           | 2014-15       | 29  | 10 | 4  | 1  | 5  | 1  | 38  | 12  |
| Manchester City F. C. Inglaterra | 1.ª           | 2015-16       | 32  | 6  | 5  | 1  | 10 | 1  | 47  | 8   |
| Manchester City F. C. Inglaterra | 1.ª           | 2016-17       | 25  | 5  | 4  | 2  | 2  | 0  | 31  | 7   |
| Manchester City F. C. Inglaterra | 1.ª           | 2017-18       | 10  | 0  | 4  | 0  | 3  | 0  | 17  | 0   |
| Manchester City F. C. Inglaterra | Total club    | Total club    | 230 | 59 | 37 | 12 | 49 | 8  | 316 | 79  |
| Olympiacos F. C. · Grecia | 1.ª           | 2018-19       | 2   | 0  | 1  | 0  | 2  | 0  | 5   | 0   |
| Olympiacos F. C. · Grecia | Total club    | Total club    | 2   | 0  | 1  | 0  | 2  | 0  | 5   | 0   |
| Qingdao Huanghai F. C. China | 1.ª           | 2019          | 14  | 2  | —  | —  | —  | —  | 14  | 2   |
| Qingdao Huanghai F. C. China | Total club    | Total club    | 14  | 2  | 0  | 0  | 0  | 0  | 14  | 2   |
| Total carrera | Total carrera | Total carrera | 476 | 79 | 56 | 14 | 90 | 10 | 622 | 103 |
| (1) Incluye datos de la Copa, Supercopa de España, FA Cup, Community Shield y Copa de la Liga de Inglaterra. (2) Incluye datos de la Liga Europa de la UEFA, Liga de Campeones de la UEFA, Supercopa de Europa y Copa Mundial de Clubes. |               |               |     |    |    |    |    |    |     |     |

### Selección
| Selección | Temporada     | Amistosos | Amistosos | África(1) | África(1) | Mundial(2) | Mundial(2) | Total | Total |
| Selección | Temporada     | Part.     | Goles     | Part.     | Goles     | Part.      | Goles      | Part. | Goles |
| --- | ------------- | --------- | --------- | --------- | --------- | ---------- | ---------- | ----- | ----- |
| Absoluta Costa de Marfil                                                                                           | 2004          | 3         | 0         | —         | —         | —          | —          | 3     | 0     |
| Absoluta Costa de Marfil                                                                                           | 2005          | 2         | 0         | —         | —         | —          | —          | 2     | 0     |
| Absoluta Costa de Marfil                                                                                           | 2006          | 4         | 0         | 8         | 1         | 3          | 0          | 15    | 1     |
| Absoluta Costa de Marfil                                                                                           | 2007          | 5         | 0         | —         | —         | —          | —          | 5     | 1     |
| Absoluta Costa de Marfil                                                                                           | 2008          | 7         | 0         | 6         | 1         | —          | —          | 11    | 1     |
| Absoluta Costa de Marfil                                                                                           | 2009          | 2         | 0         | 4         | 0         | —          | —          | 8     | 2     |
| Absoluta Costa de Marfil                                                                                           | 2010          | 4         | 0         | 3         | 0         | 3          | 1          | 13    | 2     |
| Absoluta Costa de Marfil                                                                                           | 2011          | 2         | 0         | 3         | 0         | —          | —          | 5     | 2     |
| Absoluta Costa de Marfil                                                                                           | 2012          | 4         | 0         | 6         | 1         | —          | —          | 10    | 1     |
| Absoluta Costa de Marfil                                                                                           | 2013          | 1         | 0         | 9         | 2         | —          | —          | 10    | 6     |
| Absoluta Costa de Marfil                                                                                           | 2014          | 1         | 0         | 6         | 2         | 3          | 0          | 10    | 2     |
| Absoluta Costa de Marfil                                                                                           | 2015          | 2         | 0         | 6         | 1         | —          | —          | 9     | 1     |
| Total carrera | Total carrera | 39        | 0         | 54        | 6         | 9          | 1          | 102   | 19    |
| (1) Incluye datos de la Copa Africana de Naciones.(2) Incluye datos de la Copa Mundial y procesos clasificatorios. |               |           |           |           |           |            |            |       |       |

## Palmarés

### Campeonatos nacionales
| Título              | Club             | País            | Año     |
| ------------------- | ---------------- | --------------- | ------- |
| MTN Ligue 1         | ASEC Mimosas     | Costa de Marfil | 2004    |
| Superliga de Grecia | Olympiacos F. C. | Grecia          | 2006    |
| Copa de Grecia      | Olympiacos F. C. | Grecia          | 2006    |
| Copa del Rey        | F. C. Barcelona  | España          | 2008-09 |
| Liga de España      | F. C. Barcelona  | España          | 2008-09 |
| Supercopa de España | F. C. Barcelona  | España          | 2009    |
| Liga de España      | F. C. Barcelona  | España          | 2009-10 |
| FA Cup              | Manchester City  | Inglaterra      | 2010-11 |
| Premier League      | Manchester City  | Inglaterra      | 2011-12 |
| Community Shield    | Manchester City  | Inglaterra      | 2012    |
| Copa de la Liga     | Manchester City  | Inglaterra      | 2013-14 |
| Premier League      | Manchester City  | Inglaterra      | 2013-14 |
| Copa de la Liga     | Manchester City  | Inglaterra      | 2015-16 |
| Copa de la Liga     | Manchester City  | Inglaterra      | 2017-18 |
| Premier League      | Manchester City  | Inglaterra      | 2017-18 |

### Campeonatos internacionales
| Título                    | Equipo                       | Sede              | Año  |
| ------------------------- | ---------------------------- | ----------------- | ---- |
| UEFA Champions League     | F. C. Barcelona              | Roma              | 2009 |
| Supercopa de Europa       | F. C. Barcelona              | Mónaco            | 2009 |
| Copa Mundial de Clubes    | F. C. Barcelona              | Emiratos Árabes   | 2009 |
| Copa Africana de Naciones | Selección de Costa de Marfil | Guinea Ecuatorial | 2015 |

### Distinciones individuales
| Distinción                                   | Año                                      |
| -------------------------------------------- | ---------------------------------------- |
| Equipo del Año de la CAF                     | 2008, 2009, 2011, 2012, 2013, 2014, 2015 |
| Futbolista Marfileño del Año                 | 2009                                     |
| Futbolista Africano del Año                  | 2011, 2012, 2013, 2014                   |
| Equipo del Año de la PFA                     | 2012, 2014                               |
| FIFA/FIFPro World XI (Reserva)               | 2013, 2014, 2015                         |
| Futbolista del Año del Manchester City F. C. | 2014                                     |
| Futbolista Africano del Año por la BBC       | 2014, 2015                               |
| Equipo del Año de la ESM                     | 2014                                     |
| Equipo ideal de la CAF                       | 2015                                     |